# Triješnica
Triješnica (cyr. Тријешница) – wieś w Bośni i Hercegowinie, w Republice Serbskiej, w mieście Bijeljina. W 2013 roku liczyła 496 mieszkańców.